# People’s National Congress
People’s National Congress (PNC) ist eine linke Partei in Guyana, die 1957 gegründet wurde. Sie wird überwiegend von afro-guyanischen Wählern unterstützt. Vorsitzender ist Politischer Führer ist Aubrey Norton, Vorsitzender Shurwyane Holder.

## Geschichte
Die Partei war prägend bei der Unabhängigkeit des Landes von der Kolonialmacht Großbritannien im Jahr 1966. Von 1964 bis 1966 war die PNC an der nach Unabhängigkeit strebenden Verwaltung Guyanas und anschließend bis 1992 an der Regierung von Guyana beteiligt.
Hugh Desmond Hoyte Vorsitzender der PNC war Premierminister (1984 bis 1985) und Präsident (1985 bis 1992) des Landes. Bei der Wahl zur Nationalversammlung am 28. November 2011 erhielt ein von der PNC angeführtes Bündnis 26 von 65 Sitze.